# Aleska Diamond
Emese Sáfrány (Komló, Baranya, 6 de agosto de 1988), más conocida como Aleska Diamond, es una acróbata, instructora y ex actriz pornográfica húngara. Fue tres veces ganadora de los Premios AVN.

## Carrera
Aleska entró en la industria de la pornografía en el año 2007, teniendo tan solo 19 años, y hasta el 2010 ha aparecido en 42 películas, en las cuales practica habitualmente escenas de sexo anal y doble penetración.
De entre sus películas, se destacan sus escenas anales y dobles penetraciones interraciales, destacándose en las películas Diesel Dongs 10 y Diesel Dongs 13, en las cuales tiene sexo anal con el actor Wesley Pipes (siendo sus primeras escenas de sexo interracial).
Luego de haber afirmado que disfruto de dichas escenas junto a Pipes, realiza unas escenas para Blacks on Blondes, en las cuales se le ve teniendo una doble penetración intensa junto a este y a Sean Michaels, surgiendo así su actual gusto por realizar este tipo de escenas.
Fuera de su faceta en la industria pornográfica, también se ha dedicado al modelaje, la acrobacia aérea y ha participado en competiciones de fitness.
Se retiró en 2014, habiendo rodado más de 450 películas.

## Premios y nominaciones
| Año  | Premio                | Resultado | Categoría                                         | Trabajo                    |
| ---- | --------------------- | --------- | ------------------------------------------------- | -------------------------- |
| 2011 | Premios AVN           | Nominada  | Artista femenina extranjera del año               | —                          |
| 2011 | Premios Dorcel Vision | Nominada  | Mejor actriz internacional                        | —                          |
| 2011 | Premios Galaxy        | Nominada  | Prenominados de América: Mejor escena             | Aleska Diamond Interracial |
| 2011 | Premios Galaxy        | Nominada  | Prenominados de Europa: Mejor escena              | New Look Same Bitch        |
| 2011 | Premios Galaxy        | Nominada  | Prenominados de Europa: Mejor intérprete femenina | —                          |
| 2012 | Premios AVN           | Ganadora  | Artista femenina extranjera del año               | —                          |
| 2012 | Premios Dorcel Vision | Nominada  | Mejor actriz internacional                        | —                          |
| 2012 | Premios Galaxy        | Nominada  | Prenominados de Europa: Mejor intérprete femenina | —                          |
| 2012 | Premios Orgazmik      | Nominada  | Mejor intérprete femenina                         | —                          |
| 2012 | Premios SHAFTA        | Nominada  | Artista extranjera del año                        | —                          |
| 2012 | Premios XBIZ          | Nominada  | Artista femenina extranjera del año               | —                          |
| 2013 | Miss FreeOnes         | Nominada  | Mejor nena europea                                | —                          |
| 2013 | Miss FreeOnes         | Nominada  | Miss FreeOnes                                     | —                          |
| 2013 | Premios AVN           | Ganadora  | Artista femenina extranjera del año               | —                          |
| 2013 | Premios AVN           | Nominada  | Mejor escena de sexo en una producción extranjera | Inglorious Bitches         |
| 2013 | Premios XBIZ          | Nominada  | Artista femenina extranjera del año               | —                          |
| 2014 | Miss FreeOnes         | Nominada  | Miss FreeOnes                                     | —                          |
| 2014 | Premios AVN           | Ganadora  | Mejor escena de sexo en una producción extranjera | The Ingenuous              |
| 2014 | Premios XBIZ          | Nominada  | Artista femenina extranjera del año               | —                          |